# Ligne 2 du métro de Nijni Novgorod
 (décembre 2021).
Si vous disposez d'ouvrages ou d'articles de référence ou si vous connaissez des sites web de qualité traitant du thème abordé ici, merci de compléter l'article en donnant les références utiles à sa vérifiabilité et en les liant à la section « Notes et références ».
La ligne 2 du métro de Nijni Novgorod, ou ligne Sormovskaïa (en russe : Сормовско-Мещерская линия, Sormovskaya liniya) est l'une des deux lignes du réseau métropolitain de Nijni Novgorod, en Russie.

## Caractéristiques

### Liste des stations
Du nord au sud, la ligne 2 comprend les stations suivantes :
- Strelka (Стрелка)
- Moskovskaïa (Московская) (correspondance avec la station Moskovskaïa de la ligne 1))
- Kanavinskaïa (Канавинская)
- Bournakovskaïa (Бурнаковская)
- Bourevestnik (Буревестник)